# Liga Premier de Bielorrusia 2019
La temporada 2019 fue la 29ª edición de la Liga Premier de Bielorrusia que comenzó el 29 de marzo y finalizó el 1 de diciembre de 2019, con un receso por los Juegos Europeos de Minsk 2019. El Dinamo Brest se coronó a falta de una fecha para terminar el campeonato, rompiendo así la racha de 13 títulos consecutivos del FC BATE Borisov.

## Ascensos y descensos
Los dos últimos equipos de la temporada 2018 Smolevichi y Dnepr Mogilev fueron relegados a la Primera Liga de Bielorrusia de 2019. Fueron reemplazados por el Slavia Mozyr y el Energetik-BGU, campeón y subcampeón de la Primera Liga Bielorrusa 2018, respectivamente.
| Pos. | Descendidos de la Liga Premier de Bielorrusia 2018 |
| ---- | -------------------------------------------------- |
| 15.º | Smolevichi                                         |
| 16.º | Dnepr Mogilev                                      |

| Pos. | Ascendidos de la Primera Liga de Bielorrusia 2018 |
| ---- | ------------------------------------------------- |
| 1.º  | Slavia Mozyr                                      |
| 2.º  | Energetik-BGU                                     |

## Formato de competición
Los dieciséis equipos participantes jugaron entre sí todos contra todos dos veces totalizando 30 partidos cada uno, al término de la fecha 30 el primer clasificado se coronó campeón y obtuvo un cupo para la primera ronda de la Liga de Campeones 2020-21, mientras que el segundo y tercer clasificado obtuvieron un cupo para la primera ronda de la Liga Europa 2020-21; por otro lado los dos últimos clasificados descendieron a la Primera Liga de Bielorrusia 2020.
Un tercer cupo para la segunda ronda de la Liga Europa 2020-21 fue asignado al campeón de la Copa de Bielorrusia.

## Información de los equipos
| Club                | Ciudad    | Estadio                    | Capacidad |
| ------------------- | --------- | -------------------------- | --------- |
| BATE Borisov        | Borisov   | Borisov Arena              | 13,126    |
| Dinamo Brest        | Brest     | OSK Brestsky               | 10,169    |
| Dinamo Minsk        | Minsk     | Estadio Dinamo (Minsk)     | 22,246    |
| Dnyapro Mogilev     | Maguilov  | Estadio Spartak (Maguilov) | 7,990     |
| Energetik-BGU       | Minsk     | Estadio FC Minsk           | 3,100     |
| Gomel               | Gomel     | Estadio Central (Gomel)    | 14,307    |
| Gorodeya            | Haradzeya | Estadio Gorodeya           | 2,100     |
| Isloch Minsk Raion  | Minsk     | Estadio FC Minsk           | 3,100     |
| Minsk               | Minsk     | Estadio FC Minsk           | 3,100     |
| Neman Grodno        | Grodno    | Estadio Neman              | 9,000     |
| Shakhtyor Soligorsk | Soligorsk | Estadio Stroitel           | 4,200     |
| Slavia Mozyr        | Mozyr     | Estadio Yunost (Mozyr)     | 5,300     |
| Slutsk              | Slutsk    | City Stadium (Slutsk)      | 2,150     |
| Torpedo Minsk       | Minsk     | Estadio Torpedo (Minsk)    | 5,200     |
| Torpedo Zhodino     | Zhodino   | Estadio Torpedo (Zhodino)  | 6,524     |
| Vitebsk             | Vitebsk   | Vitebsky CSK               | 8,300     |

Fuente: Scoresway

## Tabla de posiciones
| Pos. | Equipo              | Pts. | PJ | G  | E | P  | GF | GC | Dif. | Clasificación y descenso 2020–21            |
| ---- | ------------------- | ---- | -- | -- | - | -- | -- | -- | ---- | ------------------------------------------- |
| 1    | Dinamo Brest (C)    | 75   | 30 | 23 | 6 | 1  | 61 | 21 | +40  | Primera ronda de la Liga de Campeones       |
| 2    | BATE Borisov        | 70   | 30 | 22 | 4 | 4  | 61 | 21 | +40  | Segunda ronda de la Liga Europa             |
| 3    | Shakhtyor Soligorsk | 65   | 30 | 20 | 5 | 5  | 59 | 21 | +38  | Primera ronda de la Liga Europa             |
| 4    | Dinamo Minsk        | 50   | 30 | 15 | 5 | 10 | 43 | 39 | +4   | Primera ronda de la Liga Europa             |
| 5    | Isloch Minsk Raion  | 47   | 30 | 13 | 8 | 9  | 42 | 36 | +6   |                                             |
| 6    | Torpedo Zhodino     | 45   | 30 | 13 | 6 | 11 | 41 | 36 | +5   |                                             |
| 7    | Gorodeya            | 44   | 30 | 12 | 8 | 10 | 31 | 29 | +2   |                                             |
| 8    | Slavia Mozyr        | 37   | 30 | 10 | 7 | 13 | 35 | 40 | −5   |                                             |
| 9    | Minsk               | 36   | 30 | 9  | 9 | 12 | 36 | 44 | −8   |                                             |
| 10   | Neman Grodno        | 36   | 30 | 10 | 6 | 14 | 28 | 37 | −9   |                                             |
| 11   | Slutsk              | 34   | 30 | 9  | 7 | 14 | 29 | 46 | −17  |                                             |
| 12   | Energetik-BGU       | 33   | 30 | 8  | 9 | 13 | 52 | 66 | −14  |                                             |
| 13   | Vitebsk             | 31   | 30 | 8  | 7 | 15 | 24 | 39 | −15  |                                             |
| 14   | Dnyapro Mogilev     | 30   | 30 | 8  | 6 | 16 | 32 | 42 | −10  | Playoffs de descenso                        |
| 15   | Gomel               | 29   | 30 | 7  | 8 | 15 | 44 | 50 | −6   | Descenso a Primera Liga de Bielorrusia 2020 |
| 16   | Torpedo Minsk       | 6    | 30 | 1  | 3 | 26 | 4  | 63 | −59  | Descenso a Primera Liga de Bielorrusia 2020 |

Actualizado a los partidos jugados el 1 de diciembre de 2019.
 Fuente: football.by, Soccerway
Criterios de clasificación: 1) Puntos; 2) puntos entre sí; 3) diferencia de goles; 4) Goles marcados.
Notas:
1. ↑  Torpedo Minsk se retiró de la liga a mitad de temporada por falta de financiación, sus partidos restantes fueron dados como derrotas por 0-3[2]

## Resultados
- Cada equipo juega en casa y fuera una vez contra todos los demás equipos para un total de 30 partidos jugados por cada club.
| Local \ Visitante   | BAT  | DBR | DMI | DNY | ENE  | GOM | GOR  | ISL | MIN | NEM | SHA  | SLA  | SLU  | TZH  | TMI  | VIT  |
| ------------------- | ---- | --- | --- | --- | ---- | --- | ---- | --- | --- | --- | ---- | ---- | ---- | ---- | ---- | ---- |
| BATE Borisov        | —    | 0–1 | 3–0 | 2–0 | 4–1  | 1–1 | 2–1  | 2–4 | 1–0 | 1–0 | 3–1  | 4–0  | 3–0  | 4–1  | 1–0  | 3–0  |
| Dinamo Brest        | 1–1  | —   | 1–2 | 3–1 | 6–2  | 3–0 | 4–0  | 5–1 | 3–0 | 6–1 | 1–1  | 0–0  | 3–2  | 4–1  | 3–01 | 1–0  |
| Dinamo Minsk        | 1–2  | 1–3 | —   | 3–0 | 6–1  | 3–1 | 1–0  | 1–0 | 3–2 | 0–1 | 1–1  | 1–0  | 2–1  | 0–3  | 3–01 | 0–2  |
| Dnyapro Mogilev     | 0–1  | 0–1 | 0–2 | —   | 3–4  | 1–1 | 0–0  | 3–0 | 1–0 | 0–3 | 2–0  | 1–2  | 2–0  | 2–1  | 3–01 | 2–0  |
| Energetik-BGU       | 0–4  | 1–1 | 3–3 | 5–3 | —    | 1–1 | 0–0  | 1–2 | 3–3 | 2–4 | 1–2  | 1–2  | 0–1  | 2–1  | 2–1  | 2–0  |
| Gomel               | 0–2  | 1–2 | 0–1 | 0–0 | 3–0  | —   | 0–0  | 2–2 | 1–0 | 2–3 | 0–1  | 2–2  | 3–4  | 2–3  | 3–01 | 1–2  |
| Gorodeya            | 1–0  | 1–3 | 3–1 | 3–2 | 1–0  | 2–3 | —    | 1–2 | 1–2 | 1–0 | 0–0  | 1–0  | 1–0  | 0–3  | 0–0  | 1–1  |
| Isloch Minsk Raion  | 0–0  | 1–1 | 1–1 | 1–1 | 2–1  | 3–1 | 2–0  | —   | 1–1 | 1–0 | 0–1  | 2–1  | 0–1  | 1–0  | 3–01 | 3–0  |
| Minsk               | 3–2  | 1–2 | 0–0 | 0–0 | 1–6  | 3–2 | 0–3  | 3–3 | —   | 2–1 | 1–0  | 1–0  | 1–0  | 2–0  | 3–01 | 0–0  |
| Neman Grodno        | 0–1  | 0–1 | 0–1 | 1–0 | 1–1  | 1–1 | 1–3  | 1–1 | 1–0 | —   | 0–3  | 0–1  | 0–0  | 0–0  | 3–01 | 1–0  |
| Shakhtyor Soligorsk | 2–2  | 0–0 | 3–0 | 3–1 | 3–4  | 3–1 | 1–0  | 1–0 | 3–2 | 6–0 | —    | 5–1  | 1–0  | 3–0  | 1–0  | 4–0  |
| Slavia Mozyr        | 1–2  | 2–4 | 1–1 | 1–0 | 2–2  | 3–2 | 0–1  | 2–0 | 4–3 | 0–1 | 0–1  | —    | 1–1  | 1–2  | 2–0  | 0–1  |
| Slutsk              | 0–3  | 1–3 | 2–1 | 2–2 | 0–0  | 0–6 | 0–0  | 1–3 | 1–0 | 2–1 | 0–5  | 0–0  | —    | 1–2  | 1–0  | 3–0  |
| Torpedo Zhodino     | 1–2  | 1–2 | 4–0 | 1–0 | 3–3  | 2–0 | 1–1  | 1–3 | 1–1 | 1–0 | 0–1  | 1–1  | 1–0  | —    | 2–0  | 1–0  |
| Torpedo Minsk       | 0–31 | 0–1 | 0–1 | 0–1 | 0–31 | 1–2 | 0–31 | 1–0 | 0–0 | 0–3 | 0–31 | 0–31 | 0–31 | 0–31 | —    | 0–31 |
| Vitebsk             | 1–2  | 0–1 | 1–3 | 2–1 | 3–0  | 1–2 | 0–2  | 2–0 | 1–1 | 0–0 | 1–0  | 0–2  | 2–2  | 0–0  | 1–1  | —    |

- 1 Los oponentes del Torpedo Minsk obtuvieron la victoria 3-0 por Walkover.

## Promoción por la permanencia
El equipo clasificado en el puesto 14º el Dnyapro Mogilev, disputó un playoff de descenso contra el tercer equipo de la Primera Liga Bielorrusa de 2019 (Rukh Brest) por un puesto en la Premier League 2020. 
| Equipo 1   | Agr.           | Equipo 2        | Ida | Vuelta |
| ---------- | -------------- | --------------- | --- | ------ |
| Rukh Brest | 3–3 (5:4 pen.) | Dnyapro Mogilev | 2–1 | 1–2    |

- Rukh Brest asciende a la Liga Premier 2020, Dnyapro Mogilev pierde la categoría.

## Goleadores
Actualizado al 1 de diciembre de 2019, fuente: football.by Archivado el 30 de marzo de 2019 en Wayback Machine.
| Pos. | Jugador            | Club                | Goles |
| ---- | ------------------ | ------------------- | ----- |
| 1    | Ilía Shkurin       | Energetik-BGU       | 19    |
| 2    | Stanislaw Drahun   | BATE Borisov        | 14    |
| 2    | Vitaliy Kvashuk    | Gomel               | 14    |
| 4    | Dzyanis Laptsew    | Dynamo Brest        | 12    |
| 4    | Pavel Nyakhaychyk  | Dynamo Brest        | 12    |
| 6    | Momo Yansane       | Isloch Minsk Raion  | 11    |
| 6    | Mikalay Yanush     | Shakhtyor Soligorsk | 11    |
| 8    | Elis Bakaj         | Shakhtyor Soligorsk | 10    |
| 8    | Alyaksandr Makas   | Isloch Minsk Raion  | 10    |
| 8    | Maksim Skavysh     | BATE Borisov        | 10    |
| 8    | Ihar Stasevich     | BATE Borisov        | 10    |
| 8    | Oleksandr Vasylyev | Minsk               | 10    |